# 크로네커 기호
수론에서, 크로네커 기호(영어: Kronecker symbol)는 야코비 기호를 임의의 정수로 확장한 함수이다. 기호는 {\displaystyle \left({\frac {a}{n}}\right)} 또는 {\displaystyle (a|n)}.

## 정의
임의의 정수 {\displaystyle a\in \mathbb {Z} }가 주어졌다고 하자. 크로네커 기호
{\displaystyle \left({\frac {a}{\cdot }}\right)\colon \mathbb {Z} \to \{-1,0,1\}}
는 다음과 같다.
1. {\displaystyle \left({\frac {a}{0}}\right)={\begin{cases}1&a=\pm 1\\0&a\neq \pm 1\end{cases}}}
2. {\displaystyle \left({\frac {a}{-1}}\right)={\begin{cases}1&a\geq 0\\-1&a<0\end{cases}}}
3. {\displaystyle \left({\frac {a}{2}}\right)={\begin{cases}0&2\mid a\\1&a\equiv 1,7{\pmod {8}}\\-1&a\equiv 3,5{\pmod {8}}\end{cases}}}
4. 홀수 소수 {\displaystyle p}에 대하여, {\displaystyle \left({\frac {a}{p}}\right)}는 르장드르 기호와 같다.
5. 0이 아닌 정수 {\displaystyle n}에 대하여, 그 소인수 분해가 {\displaystyle n=u\prod _{p}p^{n_{p}}}라고 하였을 때 ({\displaystyle u\in \{-1,1\}}), {\displaystyle \left({\frac {a}{n}}\right)=\left({\frac {a}{u}}\right)\prod _{p}\left({\frac {a}{p}}\right)^{n_{p}}}

일부 저자는 {\displaystyle a}가 {\displaystyle a\equiv 0,1\!\!\!{\pmod {4}}}인 제곱 인수가 없는 정수인 경우에만 크로네커 기호를 정의한다. 일부 저자는 {\displaystyle a}가 기본 판별식인 경우에만 크로네커 기호를 정의한다.

## 성질

### 디리클레 지표와의 관계
임의의 정수 {\displaystyle a\in \mathbb {Z} }에 대하여, 다음 두 조건이 서로 동치이다.
- {\displaystyle \left({\frac {a}{\cdot }}\right)}는 디리클레 지표이다.
- {\displaystyle a\not \equiv 3{\pmod {4}}}

만약 {\displaystyle a}가 기본 판별식이라면, {\displaystyle \left({\frac {a}{\cdot }}\right)}는 원시 {\displaystyle a}-디리클레 지표이다.

### 주기성
크로네커 기호는 다음과 같은 주기를 갖는다.
- 만약 {\displaystyle a\equiv 0,1{\pmod {4}}}라면, {\displaystyle \left({\frac {a}{\cdot }}\right)}는 주기 함수이며, 주기 {\displaystyle |a|}를 갖는다. (이는 최소 주기가 아닐 수 있다.)
- 만약 {\displaystyle a\equiv 2{\pmod {4}}}라면, {\displaystyle \left({\frac {a}{\cdot }}\right)}는 주기 함수이며, 주기 {\displaystyle 4|a|}를 갖는다. (이는 최소 주기가 아닐 수 있다.)
- 만약 {\displaystyle a\equiv 3{\pmod {4}}}라면, {\displaystyle \left({\frac {a}{\cdot }}\right)}는 주기 함수가 아니지만,[1]:365, Theorem 3.2 퇴플리츠 열(영어: Toeplitz sequence)을 이룬다.[1]:366, Remark 3.4

### 이차 상호 법칙
임의의 두 0이 아닌 정수 {\displaystyle m,n\in \mathbb {Z} \setminus \{0\}}에 대하여, 다음과 같은 항등식이 성립한다 (이차 상호 법칙).:364:43, Exercise 19
{\displaystyle \left({\frac {m}{n}}\right)=\sigma (m,n)(-1)^{(m'-1)(n'-1)/4}\left({\frac {n}{m}}\right)}
여기서
- {\displaystyle \sigma (m,n)={\begin{cases}1&m>0\lor n>0\\-1&m,n<0\end{cases}}}
- {\displaystyle m'}과 {\displaystyle n'}은 각각 {\displaystyle m}과 {\displaystyle n}의 최대 홀수 양의 약수이다.

### 계산 복잡도
절댓값이 {\displaystyle n} 이하인 두 정수의 크로네커 기호의 계산 복잡도는
{\displaystyle O(\ln ^{2}n)}
이다.:31

## 참고 문헌
1. 1 2 3  Allouche, Jean-Paul; Goldmakher, Leo (2018). “Mock characters and the Kronecker symbol”. 《Journal of Number Theory》 (영어) 192: 356–372. arXiv:1608.03957. doi:10.1016/j.jnt.2018.04.022. ISSN 0022-314X. MR 3841561. Zbl 1448.11062.
2. 1 2  Cohen, Henri (1993). 《A course in computational algebraic number theory》. Graduate Texts in Mathematics (영어) 138. Berlin: Springer-Verlag. doi:10.1007/978-3-662-02945-9. ISBN 978-3-540-55640-4. ISSN 0072-5285. MR 1228206. Zbl 0786.11071.